# Pavao Pervan
Pavao Pervan (13 november 1987, Livno) is een Oostenrijks voetballer die als keeper speelt. Hij verruilde LASK in juli 2018 voor VfL Wolfsburg. Pervan debuteerde in 2019 in het Oostenrijks voetbalelftal.

## Clubcarrière
Pervan speelde tot juli 2010 voor amateurclubs in verschillende divisies. Hij tekende vervolgens bij LASK, de nummer zeven van de Oostenrijkse Bundesliga in het voorgaande seizoen. Hier ging hij fungeren als reservedoelman achter Thomas Mandl. Pervan vervulde die rol twee seizoenen. Nadat Mandl in juli 2012 de club verliet, promoveerde de nieuwe coach Karl Daxbacher hem tot eerste doelman. Na een degradatie en een straf voor financieel wanbeleid speelde LASK toen inmiddels twee klassen lager, in de Regionalliga.
Pervan werd met LASK twee jaar op rij kampioen in de Regionalliga Central, Nadat FC Liefering zijn teamgenoten en hem in de play-offs van 2013 het promoveren verhinderden, lukte dit wel in 2014. Hierna bleef hij ook drie seizoenen eerste doelman in de 2. Liga. Hij miste alleen vier maanden in 2016/17 vanwege een gebroken middenvoetsbeentje. Eenmaal hersteld speelde hij ook de rest van dat seizoen op-een-na alle wedstrijden. LASK en hij werden dat jaar kampioen. Zodoende kon Pervan debuteren in de Bundesliga. Coach Oliver Glasner hield hem in 2017/18 ook op het hoogste niveau het hele jaar in stand als eerste keus. Zijn ploeggenoten en hij eindigden de competitie op de vierde plaats.
Pervan verruilde LASK in juli 2018 voor VfL Wolfsburg. Hier werd hij tweede doelman achter Koen Casteels. Hij debuteerde op 1 september 2018 in de Duitse Bundesliga, met een 1–3 overwinning uit bij Bayer Leverkusen. Vanwege een blessure van Kasteels keepte hij ook aan het eind van het seizoen nog acht speelronden. Om diezelfde reden kwam hij ook in de daaropvolgende seizoenen regelmatig in actie.

## Interlandcarrière
Pervan werd op 6 oktober 2017 voor het eerst geselecteerd voor het Oostenrijks voetbalelftal om dienst te doen als reservedoelman achter Heinz Lindner. Hij zat tien interlands op de reservebank waarna bondscoach Franco Foda hem op 19 november 2019 liet debuteren. De Oostenrijkse ploeg en hij verloren die dag een EK-kwalificatieduel tegen Letland (1–0). Pervan fungeerde in 2020 nog zes keer als eerste doelman. Daarna werd hij weer stand-in, achter achtereenvolgens Alexander Schlager en Daniel Bachmann. In die rol was hij ook aanwezig op het EK 2020.

## Erelijst
Als speler
| 2. Liga      | 1x | 2016/17          |
| Regionalliga | 2x | 2012/13, 2013/14 |